# .ch

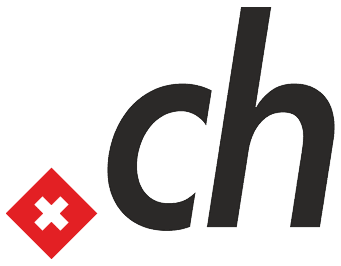
.ch 域名所用之标识

.ch為瑞士國家及地區頂級域（ccTLD）的域名，由SWITCH信息技術服務管理。.ch取自瑞士的拉丁文名字Confoederatio Helvetica（Helvetic （Swiss）Confederation）（所有瑞士的硬幣上都標有這個名字）。
由于沒有注冊的限制，又加上英文有很多以ch結尾的單詞，這個域名被許多域名駭客看中。
從2004年5月開始接受國際化域名的注冊。（參見詳情）。

## 外部連結
- IANA .ch whois information（页面存档备份，存于）
- Switch domain registry
- Domain Hacks Suggest（页面存档备份，存于）